# Ralston (Oklahoma)
Ralston – miejscowość w Stanach Zjednoczonych, w stanie Oklahoma, w hrabstwie Ottawa.